# Rudolf von Leuthold

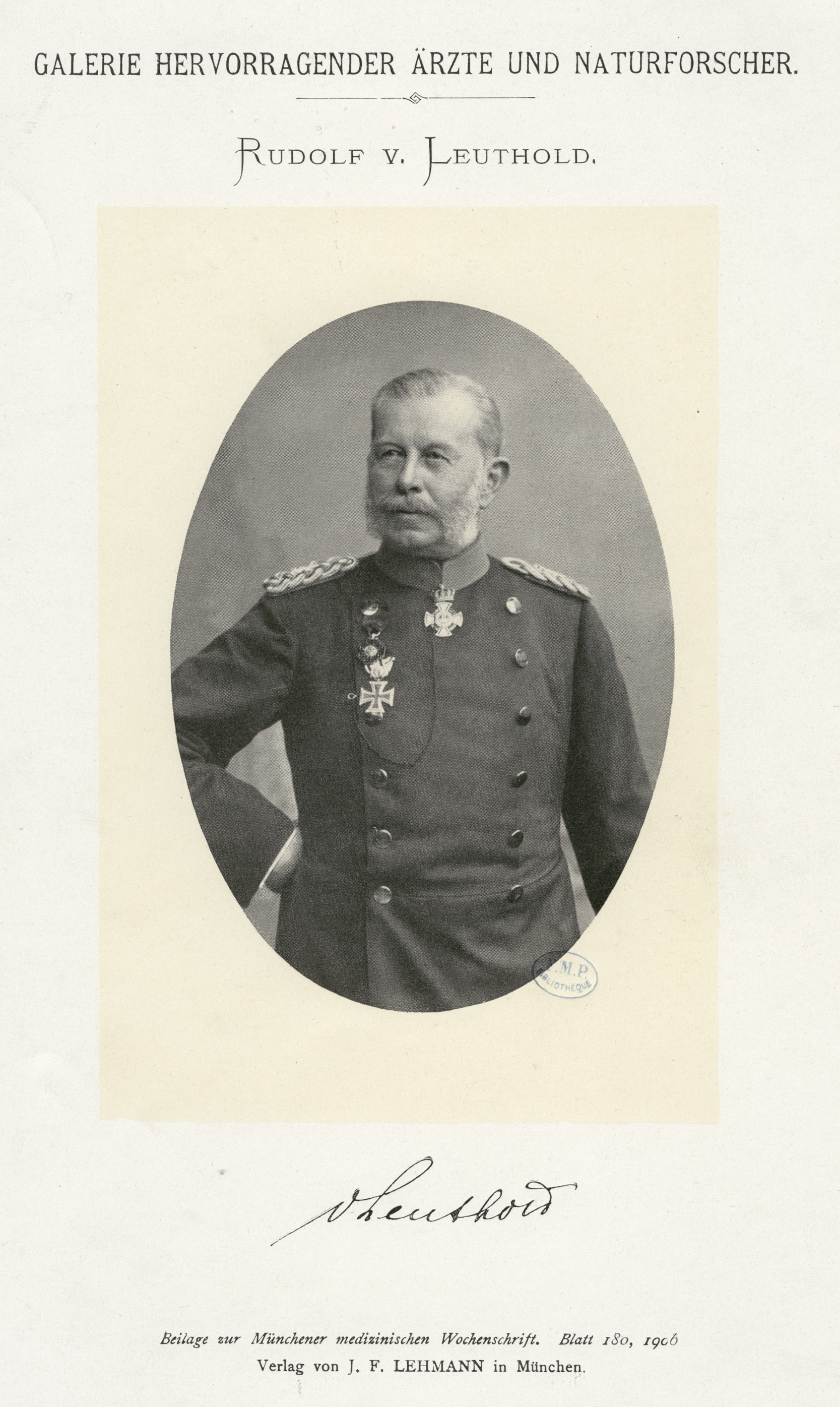
Rudof von Leuthold (1832–1905)

Rudolf Leuthold, seit 1897 von Leuthold (*  20. Februar 1832 in Zabeltitz; †  3. Dezember 1905 in Berlin) war ein deutscher Sanitätsoffizier und Hochschullehrer.

## Leben
Leuthold studierte Medizin am Medicinisch-chirurgischen Friedrich-Wilhelms-Institut in Berlin. 1856 wurde er an der Friedrich-Wilhelms-Universität zu Berlin zum Dr. med. promoviert. Er war Truppenarzt in Mainz und kam 1861 als Oberarzt an das Friedrich-Wilhelms-Institut. 1862 zum Stabsarzt befördert, wurde er 1864 für zwei Jahre an die Charité zu Ludwig Traube kommandiert. In Danzig leitete er als Garnisonsarzt ein Choleralazarett. Im Deutsch-Französischen Krieg war er 1870/71 Chefarzt eines Feldlazaretts und später Divisionsarzt. Anschließend war er am Invalidenhaus Berlin tätig. Ab 1874 war er Regimentsarzt des Garde-Kürassier-Regiments. Im selben Jahr erhielt er am Friedrich-Wilhelms-Institut ein Extraordinariat für Kriegsheilkunde. Von 1879 bis 1892 war er ordentlicher Professor. Gustav von Lauer zog ihn zur Behandlung von Wilhelm I. heran. Leuthold gewann das Vertrauen des Kaisers, der ihn die Behandlung des Kehlkopfkrebses des Kronprinzen beobachten ließ. Im Dreikaiserjahr wurde Leuthold Leibarzt von Wilhelm II. Ab 1889 leitete er den Sanitätsdienst des Gardekorps.
Am 22. März 1897 wurde Leuthold durch Wilhelm II. in den preußischen Adelsstand erhoben. 1901 wurde er zum Generalstabsarzt der Armee sowie zum Chef des Sanitätskorps und der Medizinal-Abteilung im Preußischen Kriegsministerium ernannt. Gleichzeitig wurde er Direktor der Kaiser-Wilhelms-Akademie für das militärärztliche Bildungswesen und o. Honorarprofessor der Berliner Universität. Dem Preußischen Ministerium der geistlichen, Unterrichts- und Medizinalangelegenheiten als Berater beigeordnet, gab er wertvolle Anregungen zur Bekämpfung von Seuchen, besonders von Typhus und Cholera.
Leuthold gründete 1872 die Deutsche militärärztliche Zeitschrift, die er über 30 Jahre herausgab. Er war Inhaber des Großkreuzes des Roten Adlerordens.

## Orden und Ehrenzeichen
- 1889 Dezember 7 – Komturkreuz I. Klasse mit Schwertern des großherzoglich hessischen Verdienstordens Philipps des Großmütigen[3]
- 1894 Oktober 15 – Krone zum Komturkreuz I. Klasse mit Schwertern des großherzoglich hessischen Verdienstordens Philipps des Großmütigen[4]
- Großkreuz des preußischen Roten Adlerordens